# گلون (آلمان)
گلون (آلمان) (به آلمانی: Glonn) یک شهر در آلمان است که در بایرن واقع شده‌است.